# Young E. Allison
Young Ewing Allison, född 1853, död 1932, var en amerikansk författare och tidningsman. 
Allison föddes i Henderson, Kentucky, och då han sedan tidig ålder varit delvis hörselskadad ägnade han stor tid åt att läsa. Detta innebar att han redan vid femton års ålder fick arbete som redaktör för tidningen Henderson – News. 1873 flyttade han till Evansville, Indiana, och arbetade även där som tidningsredaktör. Det arbete han utförde där lockade uppmärksamheten hos chefredaktören för Courier-Journal i Louisville, och 1880 fick Allison arbete där som lokal chefredaktör. 1887 grundade han en handelstidning, The Insurance Field och arbetade som redaktör för denna fram till 1926.
Allison skrev även poesi och prosa och har blivit mest ihågkommen för poemet Derelict, även känt som "Fifteen Men on a Dead Man’s Chest", vilket på svenska översatts som Femton gastar på död mans kista. Detta poem skrev Allison för att komplettera de berömda versraderna som ingår i  Robert Louis Stevensons Skattkammarön. Dikten publicerades 1891 i Courier-Journal och tonsattes 1901 av Henry Waller i samband med att Skattkammarön uppfördes som musical på Broadway. Spridningen av dikten som sång bidrar till att den ofta är föremål för missuppfattningar, då den beskrivs som en traditionell sjömanssång. I Sverige känner många igen denna text från Pippi Långstrump, men där sjungs delar av den till en annan melodi, tagen från en västindisk shanty.
Allison skrev även librettot till Henry Wallers The Ogallallas, som var den första amerikanska operan som handlade om indianerna. Denna lanserades 1890.  Allison höll också under många år kontakt per korrespondens med Eugene Field och James Whitcomb Riley. Riley dedicerade en betydande mängd av poesi till Allison.
Under sina sista år utforskade Allison Kentuckys historia, ofta tillsammans med sin nära vän J. Christian Bay i Chicago.  Han skrev även många artiklar om Klostret Gethsemani, beläget i västra Kentucky. Allison spelade även en framträdande roll i etablerandet av Federal Hill i Bardstown, Kentucky 1922, vilket påstås ha inspirerat Stephen Fosters sång "My Old Kentucky Home", och fått stor historisk innebörd för Kentucky.